# Provincia de Benevento
Benevento (en italiano Provincia di Benevento) es una provincia de la región de Campania, en Italia. Su capital es la ciudad de Benevento.
Tiene un área de 2071 km², y una población total de 283 393 habitantes (2011). Hay 78 municipios en la provincia (fuente: ISTAT, véase este enlace).